# مورلای سیلا
مورلای سیلا (انگلیسی: Morlaye Sylla؛ زادهٔ ۲۷ ژوئیهٔ ۱۹۹۸) بازیکن فوتبال اهل گینه است.
از باشگاه‌هایی که در آن بازی کرده است می‌توان به باشگاه فوتبال هورویا اشاره کرد.
وی همچنین در تیم‌های ملی فوتبال زیر ۲۰ سال گینه و گینه بازی کرده است.